# Fußball-Europameisterschaft 1992
Die Endrunde der 9. Fußball-Europameisterschaft wurde vom 10. bis zum 26. Juni 1992 in Schweden ausgetragen. Schweden war als Gastgeber automatisch qualifiziert. Jugoslawien wurde aufgrund des Balkankonfliktes trotz vorheriger erfolgreicher Qualifikation aus dem Turnier genommen und zehn Tage vor dem Turnierbeginn durch den Zweiten der Qualifikationsgruppe, Dänemark, ersetzt.
Dänemark gewann das Finale  gegen den amtierenden Weltmeister Deutschland. Gastgeber Schweden scheiterte im Halbfinale an Deutschland. Die Fußballnationalmannschaft der ehemaligen Sowjetunion trat politisch bedingt als „Gemeinschaft Unabhängiger Staaten“, kurz GUS, an und schied in der Gruppenphase sieglos aus. Österreich und die Schweiz waren bereits in der Qualifikation gescheitert. Dennis Bergkamp, Tomas Brolin, Henrik Larsen und Karl-Heinz Riedle erzielten jeweils drei Tore und wurden gemeinsam Torschützenkönige.
Bei dieser EM war erstmals bei einem internationalen Turnier neben der Rückennummer auch der Nachname des jeweiligen Spielers auf dem Trikot vermerkt, was seitdem üblich ist.

## Besonderheiten
- Die Mannschaft Jugoslawiens weilte bereits seit neun Tagen in Schweden, als die UEFA den Turnierausschluss bekannt gab. Anschließend gab es Schwierigkeiten mit der Bezahlung der Rechnungen für Unterkunft und Verpflegung, die durch die EM-Einnahmen hätten beglichen werden sollen, sowie mit der Rückreise, da es keine Flüge nach Jugoslawien mehr gab.[5]
- Die höchste Prämie für den Titel lobte der französische Verband mit (umgerechnet) rund 286.000 DM, die niedrigste der schottische mit 15.000 DM aus.[6]
- Für die Sicherheit wurden vom schwedischen Veranstalter 120 Millionen DM (105 Millionen CHF/840 Millionen Schilling) bereitgestellt. Neben einem Einreiseverbot gegen alle polizeilich bekannten (und verdächtigen) Personen wurden nur solche Besucher ins Land gelassen, die für jeden Aufenthaltstag 500 schwedische Kronen (ca. 153 DM) bei sich hatten.[7] Mehrere Deutsche, die im Laufe der EM wegen Gewalttaten festgenommen wurden, wurden nach Deutschland abgeschoben.[8]
- Eine Besonderheit an den Spielen mit Beteiligung der GUS war, dass für diese Nationengemeinschaft keine Flagge gehisst und keine Hymne gespielt wurde.[9][10]

## Qualifikation der deutschsprachigen Mannschaften
Nach dem Gewinn der Weltmeisterschaft 1990 übernahm Berti Vogts die Mannschaft der Bundesrepublik Deutschland von Franz Beckenbauer. Beckenbauer hatte in einer Pressekonferenz behauptet, dass die deutsche Nationalmannschaft nach der Wiedervereinigung gemeinsam mit ostdeutschen Spielern auf Jahre hin unschlagbar sei. Im ersten Spiel gab es Schwierigkeiten, Luxemburg mit 3:2 zu besiegen. Es folgte in einer unausgeglichenen Qualifikation die 0:1-Niederlage in Wales. Erst nach einem 1:0-Erfolg in Belgien war die Qualifikation deshalb sicher. Die Auslosung der Qualifikationsgruppen im Februar 1990 hatte ein innerdeutsches Duell zwischen der Bundesrepublik und der DDR vorgesehen, welches aufgrund der Wiedervereinigung nicht zustande kam. Aus der ursprünglich vorgesehenen Fünfer- wurde eine Vierergruppe.
Österreich spielte in der Gruppe 4, die von Jugoslawien dominiert wurde. Die Jugoslawen verloren nur ein Spiel daheim gegen Dänemark. Die Österreicher spielten ihre erfolgloseste Qualifikation und begannen mit der 0:1-Niederlage gegen Färöer. Sie gewannen insgesamt nur ein Spiel (das Rückspiel gegen Färöer) und spielten einmal unentschieden 0:0 gegen Nordirland.
Erfolgreicher war die Schweiz in Gruppe 2. Sie wahrte gegen Schottland, Rumänien und Bulgarien bis zum letzten Spieltag die Chance auf die Qualifikation und schied durch eine 0:1-Niederlage in Rumänien bei gleichzeitigem Sieg der Schotten über San Marino aus. Ein Unentschieden in Rumänien hätte gereicht, und die Schweiz wäre qualifiziert gewesen.

## Spielorte
| Göteborg |

| Malmö |

| Solna |

| Norrköping |

| Göteborg |

| Malmö |

| Solna |

| Norrköping |

## Teilnehmer
| Gruppe 1           | Gruppe 2            |
| ------------------ | ------------------- |
| Schweden (Kader)   | Niederlande (Kader) |
| Dänemark (Kader)   | Deutschland (Kader) |
| Frankreich (Kader) | Schottland (Kader)  |
| England (Kader)    | GUS (Kader)         |

## Vorrunde

### Gruppe 1
| Pl.                                                                                               | Verein     | Sp. | S | U | N | Tore    | Diff. | Punkte |
| ------------------------------------------------------------------------------------------------- | ---------- | --- | - | - | - | ------- | ----- | ------ |
| 1.                                                                                                | Schweden   | 3   | 2 | 1 | 0 | 004:200 | +2    | 05:10  |
| 2.                                                                                                | Dänemark   | 3   | 1 | 1 | 1 | 002:200 | ±0    | 03:30  |
| 3.                                                                                                | Frankreich | 3   | 0 | 2 | 1 | 002:300 | −1    | 02:40  |
| 4.                                                                                                | England    | 3   | 0 | 2 | 1 | 001:200 | −1    | 02:40  |
| Für die Platzierung 3 und 4 ist die Anzahl der erzielten Tore in allen Gruppenspielen maßgeblich. |            |     |   |   |   |         |       |        |

|                                         |   |            |           |
| 10. Juni 1992 in Solna (Råsundastadion) |   |            |           |
| Schweden                                | – | Frankreich | 1:1 (1:0) |
| 11. Juni 1992 in Malmö (Malmö Stadion)  |   |            |           |
| Dänemark                                | – | England    | 0:0       |
| 14. Juni 1992 in Malmö (Malmö Stadion)  |   |            |           |
| England                                 | – | Frankreich | 0:0       |
| 14. Juni 1992 in Solna (Råsundastadion) |   |            |           |
| Schweden                                | – | Dänemark   | 1:0 (0:0) |
| 17. Juni 1992 in Solna (Råsundastadion) |   |            |           |
| England                                 | – | Schweden   | 1:2 (1:0) |
| 17. Juni 1992 in Malmö (Malmö Stadion)  |   |            |           |
| Frankreich                              | – | Dänemark   | 1:2 (0:1) |

Gastgeber Schweden dominierte in Gruppe 1 und avancierte zu einem der Turnierfavoriten. Die Dänen galten als Außenseiter, da die UEFA den Startplatz für die sportlich qualifizierten Jugoslawen erst am 30. Mai 1992 auf Dänemark übertragen hatte. Die Legende, dass die Dänen ihre Spieler teils aus dem Urlaub ohne Vorbereitung ins Turnier schickten, hielt sich über Jahre und wurde dann schrittweise von den dänischen Spielern widerlegt. Die ersten Spiele gestalteten alle Mannschaften noch vorsichtig, und die Entscheidungen für den Einzug ins Halbfinale fielen erst am letzten Spieltag. Die Franzosen um Éric Cantona waren die Favoriten gegen Dänemark, wurden jedoch mit offensivem Fußball geschlagen. England, das nach einer befriedigend verlaufenen Fußball-Weltmeisterschaft zwei Jahre zuvor an diese Leistung anknüpfen wollte, ging gegen Schweden früh durch David Platt in Führung. Trotz des Ausgleichstreffers in der zweiten Halbzeit schien die Chance immer noch groß, doch Schwedens Tomas Brolin sorgte mit seinem 2:1 in der 83. Minute wieder für ein frühes Ausscheiden der Engländer.

### Gruppe 2
| Pl.                                                               | Land        | Sp. | S | U | N | Tore    | Diff. | Punkte |
| ----------------------------------------------------------------- | ----------- | --- | - | - | - | ------- | ----- | ------ |
| 1.                                                                | Niederlande | 3   | 2 | 1 | 0 | 004:100 | +3    | 05:10  |
| 2.                                                                | Deutschland | 3   | 1 | 1 | 1 | 004:400 | ±0    | 03:30  |
| 3.                                                                | Schottland  | 3   | 1 | 0 | 2 | 003:300 | ±0    | 02:40  |
| 4.                                                                | GUS         | 3   | 0 | 2 | 1 | 001:400 | −3    | 02:40  |
| Für die Platzierung 3 und 4 ist der direkte Vergleich maßgeblich. |             |     |   |   |   |         |       |        |

|                                           |   |             |           |
| 12. Juni 1992 in Göteborg (Ullevi)        |   |             |           |
| Niederlande                               | – | Schottland  | 1:0 (0:0) |
| 12. Juni 1992 in Norrköping (Idrottspark) |   |             |           |
| GUS                                       | – | Deutschland | 1:1 (0:0) |
| 15. Juni 1992 in Norrköping (Idrottspark) |   |             |           |
| Deutschland                               | – | Schottland  | 2:0 (1:0) |
| 15. Juni 1992 in Göteborg (Ullevi)        |   |             |           |
| Niederlande                               | – | GUS         | 0:0       |
| 18. Juni 1992 in Göteborg (Ullevi)        |   |             |           |
| Deutschland                               | – | Niederlande | 1:3 (0:2) |
| 18. Juni 1992 in Norrköping (Idrottspark) |   |             |           |
| Schottland                                | – | GUS         | 3:0 (2:0) |

Nach den Ereignissen im Achtelfinale bei der Fußball-Weltmeisterschaft 1990 zwischen Deutschland und den Niederlanden mit der sogenannten Spuckaffäre um Frank Rijkaard war die Aufmerksamkeit vieler vor allem auf das Duell der beiden als Rivalen bekannten Mannschaften gerichtet. Die deutsche Mannschaft startete mit einem 1:1 gegen die GUS in das Turnier. Die GUS war in der 64. Minute durch einen Foulelfmeter in Führung gegangen, Thomas Häßler konnte in der 90. Minute noch den Ausgleich erzielen. Gegen Schottland hatte sich die deutsche Elf durch Tore von Riedle und Effenberg mit 2:0 durchgesetzt. Vor dem letzten Spieltag konnten drei Mannschaften noch ins Halbfinale kommen – nur Schottland war wieder früh ausgeschieden. Deutschland benötigte wie die Niederlande mindestens einen Punkt, um aus eigener Kraft ins Halbfinale vorzustoßen. Die Niederländer spielten mit Druck von Beginn an. Und so erzielten sie bereits in der 4. Minute per Kopf durch Frank Rijkaard die Führung. In der 15. Minute legte Rob Witschge zum 2:0 nach. Es folgten in der ersten Halbzeit noch mehrere Chancen für die Niederländer. In der zweiten Halbzeit entwickelte sich ein offeneres Spiel, als Jürgen Klinsmann in der 54. Minute den Anschlusstreffer besorgte. Die Deutschen machten jetzt Druck und hatten Torchancen, doch erfolgte in der 72. Minute der entscheidende Konter, den Dennis Bergkamp zum 1:3 abschloss. Aufgrund des 3:0-Sieges von Schottland gegen die GUS erreichte Deutschland dennoch das Halbfinale. Vor dem Spiel zwischen Deutschland und den Niederlanden griffen rund 300 deutsche Krawallmacher Niederländer an. Die Polizei setzte Tränengas ein. Im Anschluss der Begegnung kam es zu Straßenschlachten zwischen gewalttätigen Anhängern beider Lager. 76 Personen wurden vorläufig festgenommen. Gegen 14 Deutsche wurden von der schwedischen Justiz Strafverfahren eingeleitet.

## Finalrunde

### Halbfinale
|                                         |   |             |           |
| 21. Juni 1992 in Solna (Råsundastadion) |   |             |           |
| Schweden                                | – | Deutschland | 2:3 (0:1) |

Im Halbfinale zwischen Gastgeberland Schweden und dem damaligen Weltmeister Deutschland sorgte Thomas Häßler mit einem direkt verwandelten Freistoß in der 11. Minute für die 1:0-Führung für die Deutschen. Die frühe Führung stabilisierte die Mannschaft. In der zweiten Halbzeit erhöhte Karl-Heinz Riedle auf 2:0. Tomas Brolin brachte per Foulelfmeter die Schweden noch einmal heran, doch in der 89. Minute sorgte erneut Riedle für einen Zweitorevorsprung. Kennet Andersson köpfte in der letzten Minute das Anschlusstor zum 2:3.
|                                    |   |          |                                 |
| 22. Juni 1992 in Göteborg (Ullevi) |   |          |                                 |
| Niederlande                        | – | Dänemark | 2:2 n. V. (2:2, 1:2), 4:5 i. E. |

Die Begegnung zwischen der sogenannten Big-Mac-Truppe aus Dänemark (den Spielern wurde nachgesagt, sich während des Turniers vorwiegend von Cola und Big Macs ernährt zu haben) und den Favoriten und Titelverteidigern aus den Niederlanden war das zweite Halbfinale. Die Dänen gingen in der 5. Minute durch Henrik Larsen in Führung, der auch den zweiten Treffer in der 32. Minute erzielte, zwischenzeitlich hatte Dennis Bergkamp ausgeglichen. In der zweiten Halbzeit spielten die Niederländer offensiv auf das Tor von Peter Schmeichel, was schließlich in der 86. Minute durch einen Treffer von Frank Rijkaard zum Erfolg führte. Nach torloser Verlängerung kam es zum Elfmeterschießen, wobei der niederländische Star Marco van Basten vergab. Die Dänen standen im Finale um die Europameisterschaft.

## Finale

### Dänemark – Deutschland 2:0 (1:0)
| Dänemark                                                 | Dänemark | Deutschland | Deutschland | Aufstellung                            |
| -------------------------------------------------------- | --- | --- | ----------- | -------------------------------------- |
| Dänemark                                                 | \| Finale \| \| Freitag, 26. Juni 1992 um 20:15 Uhr in Göteborg (Ullevi) \| \| Zuschauer: 37.800 \| \| Schiedsrichter: Bruno Galler ( Schweiz) \| \| Spielbericht \|                                                                 | \| Finale \| \| Freitag, 26. Juni 1992 um 20:15 Uhr in Göteborg (Ullevi) \| \| Zuschauer: 37.800 \| \| Schiedsrichter: Bruno Galler ( Schweiz) \| \| Spielbericht \|                                                                                | Deutschland | Aufstellung Dänemark gegen Deutschland |
| Dänemark                                                 | Peter Schmeichel – Lars Olsen – Kent Nielsen, Torben Piechnik – John Sivebæk (66. Claus Christiansen), John Jensen, Henrik Larsen, Kim Vilfort, Kim Christofte – Flemming Povlsen, Brian Laudrup Cheftrainer: Richard Møller Nielsen | Bodo Illgner – Thomas Helmer – Jürgen Kohler, Guido Buchwald – Stefan Reuter, Stefan Effenberg (80. Andreas Thom), Andreas Brehme – Thomas Häßler, Matthias Sammer (46. Thomas Doll) – Karl-Heinz Riedle, Jürgen Klinsmann Cheftrainer: Berti Vogts | Deutschland | Aufstellung Dänemark gegen Deutschland |
| Dänemark                                                 | 1:0 John Jensen (18.) 2:0 Kim Vilfort (78.) | | Deutschland | Aufstellung Dänemark gegen Deutschland |
| Dänemark                                                 | Piechnik (32.) | Effenberg (35.), Häßler (39.), Reuter (55.), Doll (83.), Klinsmann (88.) | Deutschland | Aufstellung Dänemark gegen Deutschland |
| Dänemark                                                 | Das 2:0 war das 200. EM-Tor | | Deutschland | Aufstellung Dänemark gegen Deutschland |
| Finale                                                   | | |             |                                        |
| Freitag, 26. Juni 1992 um 20:15 Uhr in Göteborg (Ullevi) | | |             |                                        |
| Zuschauer: 37.800                                        | | |             |                                        |
| Schiedsrichter: Bruno Galler ( Schweiz)                  | | |             |                                        |
| Spielbericht                                             | | |             |                                        |

Dänemark traf auf den als Favoriten gehandelten Weltmeister Deutschland. John Jensen erzielte in der 18. Minute die Führung nach einem umstrittenen, aber nicht als Foul gewerteten Einsatz gegen Andreas Brehme. Für den 2:0-Endstand sorgte Kim Vilfort in der 78. Minute, nachdem er den Ball mit dem Körper berührt hat, was wiederum umstritten war, aber nicht als Handspiel gewertet wurde und auf Videoaufnahmen auch nicht eindeutig als solches belegt werden kann. Für Schiedsrichter Bruno Galler war es das letzte internationale Spiel.

#### Ehrungen der Finalisten
Thomas Häßler wurde zum Fußballer des Jahres in Deutschland und Brian Laudrup wurde zum Fußballer des Jahres in Dänemark gewählt.

#### Jubiläumsspiel
Anlässlich des 20. Jubiläums wurde das Finale am 7. Juli 2012 im Østerbro-Stadion in Kopenhagen erneut gespielt. Peter Schmeichel, Flemming Povlsen, Lars Olsen, die beiden Torschützen und weitere sechs Spieler des 20-köpfigen dänischen Aufgebots konnten eingesetzt werden. In der DFB-Auswahl spielten mit Reuter, Helmer, Riedle und Doll vier EM-Finalisten. Aus dem damaligen Kader traten außerdem Schulz und Frontzeck an. Arrangiert wurde das Spiel, das mit 5000 Zuschauern ausverkauft war,  vom Verein Foreningen Europamestrene fra 1992 (Der Verein der Europameister von 1992). Das Spiel endete 2:0 für Deutschland nach Toren von Thomas Doll und Fredi Bobic (Europameister 1996).

## Schiedsrichter
- Guy Goethals
- Peter Mikkelsen
- Aron Schmidhuber
- Gérard Biguet
- Alexei Spirin
- Tullio Lanese (Halbfinale 1)
- Pierluigi Pairetto
- John Blankenstein
- Hubert Forstinger
- José dos Santos
- Bo Karlsson
- Bruno Galler (Finale)
- Kurt Röthlisberger
- Emilio Soriano Aladrén (Halbfinale 2)
- Sándor Puhl

## Torschützenliste (Endrunde)
| Rang | Spieler           | Tore |
| ---- | ----------------- | ---- |
| 1    | Dennis Bergkamp   | 3    |
| 1    | Tomas Brolin      | 3    |
| 1    | Henrik Larsen     | 3    |
| 1    | Karl-Heinz Riedle | 3    |
| 5    | Thomas Häßler     | 2    |
| 5    | Frank Rijkaard    | 2    |
| 5    | Jan Eriksson      | 2    |
| 5    | Jean-Pierre Papin | 2    |

| Rang | Spieler          | Tore |
| ---- | ---------------- | ---- |
| 9    | Kennet Andersson | 1    |
| 9    | Igor Dobrowolski | 1    |
| 9    | Stefan Effenberg | 1    |
| 9    | Lars Elstrup     | 1    |
| 9    | John Jensen      | 1    |
| 9    | Jürgen Klinsmann | 1    |
| 9    | Gary McAllister  | 1    |
| 9    | Brian McClair    | 1    |
| 9    | Paul McStay      | 1    |
| 9    | David Platt      | 1    |
| 9    | Kim Vilfort      | 1    |
| 9    | Rob Witschge     | 1    |

Torschützenkönig des gesamten Wettbewerbs wurde der Franzose Jean-Pierre Papin mit 11 Toren.

## All-Star-Team
Die UEFA wählte folgende Spieler ins All-Star-Team des Turniers:
| Torwart                      | Abwehr                        | Mittelfeld                      | Angriff                         |
| Peter Schmeichel ( Dänemark) | Jocelyn Angloma ( Frankreich) | Stefan Effenberg ( Deutschland) | Marco van Basten ( Niederlande) |
|                              | Laurent Blanc ( Frankreich)   | Ruud Gullit ( Niederlande)      | Dennis Bergkamp ( Niederlande)  |
|                              | Andreas Brehme ( Deutschland) | Thomas Häßler ( Deutschland)    |                                 |
|                              | Jürgen Kohler ( Deutschland)  | Brian Laudrup ( Dänemark)       |                                 |